# Haydée Santamaría
Haydée Santamaría Cuadrado, nota anche con lo pseudonimo di Yeyé (Encrucijada, 30 dicembre 1922 – L'Avana, 28 luglio 1980), è stata una guerrigliera e politica cubana, eroina della Cuba post-rivoluzionaria.
Partecipante all'assalto alla caserma Moncada di Santiago, dove perse la vita suo fratello Abel Santamaría, e imprigionata per tale atto, fondò dopo la detenzione il Movimento del 26 luglio, della cui direzione nazionale fu membro.
Appoggiò il distaccamento di guerriglia guidato in Sierra Maestra da Fidel Castro, che le affidò il compito di procurare fondi, armi e di riunire i rivoluzionari all'estero.
Tornò a Cuba dopo che i rivoluzionari presero il potere e fondò il Partito Unito della Rivoluzione Socialista e, successivamente, il Partito Comunista
Lavorò presso il ministero dell'Istruzione e fondò e diresse la Casa de las Américas dal 1959 fino al suo suicidio nel 1980.
Insieme a Melba Hernández, Vilma Espín e Celia Sánchez, è considerata una delle più importanti donne della rivoluzione cubana.

## Biografia

### Primi anni
Nacque nel dicembre 1922 nello zuccherificio Constancia di Encrucijada, nell'odierna provincia di Villa Clara, da Joaquina Cuadrado e Abel Benigno Santamaría, spagnoli cresciuti a Cuba fin dall'infanzia al seguito delle loro famiglie emigrate dalla Galizia.
Haydée era la maggiore di cinque figli, in totale due maschi e tre femmine.
Frequentò una scuola rurale, mostrando interesse per la lettura.
Si trasferì quindi all'Avana, per gli studi (mai completati) presso la Scuola per Infermiere.

### Attivista
Nella capitale iniziò ad essere attiva nella gioventù del Partito Ortodosso e iniziò la sua azione contro la dittatura di Fulgencio Batista. Durante questi anni il suo appartamento, che condivideva con suo fratello Abel Santamaría, sarebbe stato uno dei punti di incontro della gioventù radicale dell'Avana. Dopo il colpo di Stato del 10 marzo 1952, insieme a suo fratello Abel Santamaría e ad altri rivoluzionari, diresse i giornali clandestini Son los Mismo e El Acusador, con i quali svolsero un'intensa opera di agitazione. Dopo l'incontro con Fidel Castro, il suo appartamento divenne il centro del nascente movimento rivoluzionario Centennial Generation.
Il 26 luglio 1953 partecipò all'assalto alla caserma Moncada guidato da Fidel Castro e da altri membri della Gioventù Ortodossa.
Santamaría fu incaricata di trasportare le armi a Santiago per l'attacco e allo stesso tempo la sua missione era quella di impadronirsi dell'Ospedale Saturnino Lora per raccogliere i feriti. Dopo il fallimento Haydée fu arrestata. Suo fratello Abel e il suo partner sentimentale Boris Luis Santa Coloma furono arrestati e fucilati. Nel tentativo di farla parlare, le mostrarono parte dei resti di Abel e di Santa Coloma, ma non riuscirono a convincerla a fornire informazioni. Al contrario, lei rispose con fermezza: "Morire per la patria è vivere". Nel suo libro-supplica, La historia me absolverá, Fidel Castro evoca queste circostanze e sottolinea, a proposito di Haydée, che "mai una donna cubana ha mostrato tanto eroismo e dignità".

### In carcere
Insieme a Melba Hernández, fu portata dall'aeroporto Columbia alla prigione nazionale femminile di Guanajay. Furono incarcerate nel Blocco A, dove erano recluse le prigioniere politiche più impegnate. Il tribunale la condannò a sette mesi di carcere per le sue azioni politiche. Condivise con Melba Hernández una cella divisa in quattro spazi: uno per la camera da letto, un altro per la cucina, un altro per la sala da pranzo e uno per il bagno. Durante la sua prigionia, Haydée ebbe il permesso di ricevere visite in diverse occasioni e le fu permesso di tutti i libri che voleva, ma fu tenuta in isolamento tutto il tempo, con la sola compagnia di Melba Hernández, e poté prendere il sole nel cortile solo nei giorni in cui i suoi parenti le facevano visita. Haydée fu trattata umanamente durante la sua prigionia.
Haydée e Melba furono liberate il 20 febbraio 1954. Le stavano aspettando fuori dal carcere prima di essere portate a L'Avana i suoi genitori e il fratello Aldo, Juan Manuel Martínez Tinguao, Luis Conte Agüero, i genitori di Melba Hernández e i rivoluzionari di Guanajay, Ángel Eros, Pedro Esperón ed Evelio Prieto, che avrebbero fatto parte del commando che assaltò il Palazzo Presidenziale il 13 marzo 1957. Il primo atto che sia Haydée che Melba fecero fu quello di portare una corona di fiori sulla tomba del leader ortodosso Eduardo Chibás.

### Riorganizzazione del movimento
Dopo il suo rilascio dal carcere, Haydée si unì al Movimento 26 luglio, unendosi alla sua leadership nazionale e appoggiando il distaccamento di guerriglia guidato da Fidel Castro nella Sierra Maestra. Queste azioni la costrinsero, per un certo periodo, ad andare in esilio, quando le fu affidato il compito di raccogliere fondi e armi e di radunare i rivoluzionari all'estero. Partecipò alla distribuzione del manifesto A Cuba que sufre (A Cuba che soffre), in cui Fidel Castro e i suoi compagni di prigionia si impegnavano a continuare la lotta contro il regime di Fulgencio Batista. Haydée, Lidia Castro (sorellastra di Fidel) e Melba Hernández raccolsero e organizzarono gli appunti che Fidel Castro aveva scritto durante la sua prigionia, con succo di limone, e che era riuscito a far uscire di prigione. In questi appunti ricostruiva il suo intervento nel processo relativo al caso Moncada, testo che sarebbe stato poi pubblicato con il titolo La historia me absolverá (La storia mi assolverà). A poco a poco, riuscirono a raccogliere un centinaio di appunti di Castro che componevano il manoscritto. Il contabile José Valmaña Mujica partecipò all'organizzazione della tipografia clandestina.
Il 26 luglio 1954, Haydée e Melba guidarono una manifestazione nel cimitero di Colón, che fu respinta dalla polizia.

### Il Movimento del 26 luglio
Il nome si riferisce all'attacco alla caserma Moncada di Santiago de Cuba il 26 luglio 1953, una data chiave per il movimento rivoluzionario cubano che portò alla rivoluzione del 1959. I giovani che parteciparono alla creazione del movimento, spesso indicato con l'acronimo M-26, si definivano la "generazione centenaria di Martí", che fu un eroe e pensatore dell'indipendenza cubana nel XIX secolo e un promotore, come Simón Bolívar, dell'Unione latinoamericana. In questo modo, sottolinearono la coincidenza che esisteva per loro tra questo anniversario e le prime azioni rivoluzionarie cubane del XX secolo. Così, i membri di questa organizzazione si sentivano gli eredi politici, spirituali e guerrieri di José Martí e il movimento M-26 riprendeva in gran parte le sue idee, in particolare quella di "una necessaria guerra di difesa contro tutti gli attacchi all'integrità della patria". Nel suo libro-manifesto, La historia me absolverá, Fidel Castro si presentò come un discepolo del pensiero e dell'azione di José Martí. Durante il suo processo, a Fidel Castro fu proibito di possedere opere di José Martí, al che egli rispose: "Porto nel mio cuore le dottrine del Maestro e nella mia testa le nobili idee di tutti gli uomini che hanno difeso la libertà dei popoli". La generazione degli "eroi dell'indipendenza", José Martí, ma anche prima di lui, Antonio Maceo, Máximo Gómez, Ignacio Agramonte, la generazione della Rivoluzione del 1933, Julio Antonio Mella, Rubén Martínez Villena, Antonio Guiteras, furono presentati come gli antenati politici di Fidel Castro, Camilo Cienfuegos ed Ernesto Che Guevara. In ultima analisi, fu quindi la "partecipazione a un destino comune" a conferire a un "insieme generazionale" la qualità di generazione politica.
Durante il suo periodo di latitanza, Haydée svolse un ruolo decisivo nel raggruppamento delle forze rivoluzionarie per la lotta armata. L'anno seguente fu una delle organizzatrici dell'insurrezione del 30 novembre 1956 a Santiago de Cuba, il cui obiettivo era quello di sostenere i guerriglieri che, in quella data, avrebbero invaso Cuba a bordo del Granma.

### Guerra di liberazione
Nei suoi momenti più difficili come leader della guerriglia guidata da Fidel Castro, nel febbraio 1957, Haydée incontrò Celia Sanchez in compagnia di Frank País, Faustino Pérez e diversi altri membri della direzione nazionale del Movimento 26 luglio per coordinare l'appoggio dalla pianura e guidare Herbert Matthews, un giornalista del New York Times, fino a Fidel Castro. La pubblicazione dell'incontro del giornalista con Castro invalidò le accuse sulla morte di Fidel Castro. Alla fine di aprile, Haydée tornò nella Sierra Maestra, accompagnato da un altro giornalista nordamericano, Bob Taber, che voleva incontrare Fidel Castro.
Haydée fu anche coinvolta in varie azioni del Movimento 26 Luglio, nelle città e nella Sierra Maestra, dove nel 1958 creò il plotone María Grajales dell'Esercito Ribelle, composto esclusivamente da donne.
Dovette poi andare in esilio, e durante questo periodo fu designata da Castro come delegata del Movimento 26 luglio per raggruppare le forze fuori dall'isola e ottenere armi.

### La rivoluzione al potere

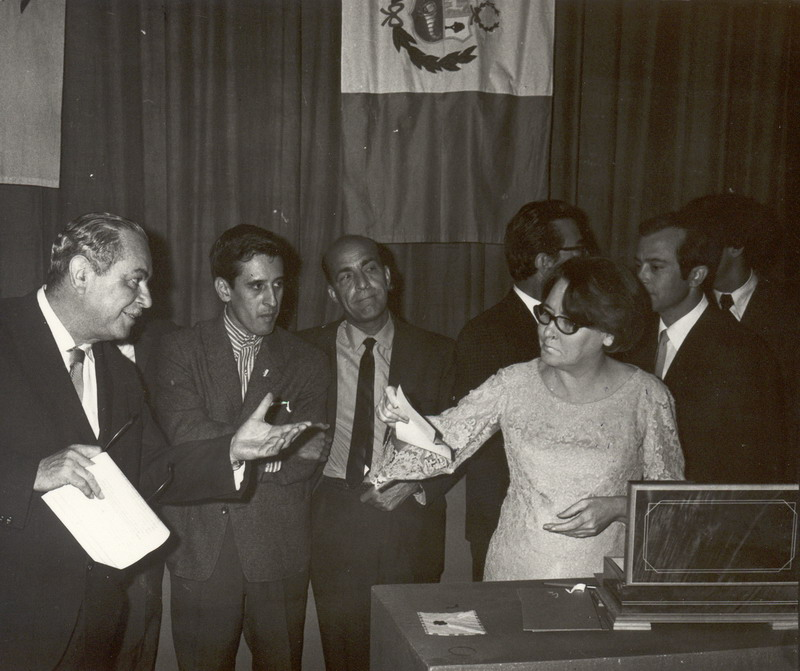
Riunione del Gruppo Letterario Cubano alla Casa de las Américas

Dopo la fuga di Batista e la rivoluzione cubana, Haydée tornò a Cuba. Lavorò per un breve periodo presso il Ministero dell'Istruzione. Castro le affidò poi la missione di fondare un'istituzione culturale, la Casa de las Américas. Nel 1965 partecipò alla fondazione del Partito Comunista Cubano, che federava vari movimenti rivoluzionari cubani, e si unì al suo comitato centrale. Nel 1967 è stata presidente dell'Organizzazione Latinoamericana di Solidarietà (OLAS).
Come responsabile della Casa de las Américas, ricevette intellettuali stranieri in visita a Cuba. Haydée fondò anche (e ne fu la madrina) il movimento musicale noto come "la nueva trova cubana", con il quale riuscì a diffondere il lavoro artistico di giovani artisti, come Silvio Rodriguez e Noel Nicola, che hanno portato un nuovo suono lontano dalle forme tradizionali cubane.

### La morte
Haydée Santamaria soffriva di una forte depressione che spesso la costringeva a trascorrere giorni a letto.
Lo ammise anche in una lettera, pubblicata dalla Casa de las Americas nel 1968, in cui scrisse a Che Guevara dopo la sua morte: «Quattordici anni fa ho visto morire gli esseri umani più intensamente amati: penso di aver già vissuto troppo. Il sole non è così bello, non provo piacere nel vedere le palme. A volte, come adesso, nonostante mi goda tanto la vita, sapendo che vale la pena aprire gli occhi ogni mattina anche solo per queste due cose, ho il desiderio di tenerli chiusi, come te».
Era sposata con Armando Hart (1930-2017), un politico con cui ebbe due figli, Celia (ricercatrice fisica formatasi in Germania Est, scrittrice e stretta collaboratrice del movimento trotskista) e Abel: entrambi morirono in un incidente d'auto all'Avana nel 2008
I due coniugi accolsero anche molti bambini e gestirono una specie di orfanotrofio.
Dopo vent'anni di matrimonio si separarono. 
Haydée si suicidò nel 1980 a 57 anni all'Avana, poco dopo l'anniversario dell'attentato del 26 luglio 1953 alla caserma Moncada, dove erano morti suo fratello e il suo fidanzato.
Essendo all'epoca il suicidio considerato «incompatibile con i valori e le convinzioni rivoluzionarie», non si tennero riconoscimenti solenni in suo onore davanti al Memoriale José Martí in Plaza de la Revolución, e Castro non le destinò alcun omaggio funebre.
Tuttavia, il comandante Juan Almeida ricordò in un discorso che i rivoluzionari erano certamente contrari al suicidio, ma che sembrava impossibile condannare la scelta della morte di Haydée Santamaria: «Quelli di noi che l'hanno conosciuta, sanno che le ferite della Moncada non sono mai veramente guarite, Haydée ha gradualmente ceduto a un peggioramento del suo stato di salute».
Ricordò anche che pochi mesi prima, Haydée Santamaria era scampata per un pelo alla morte in un incidente d'auto, che «ha peggiorato le sue condizioni fisiche e psicologiche».

## Letteratura di approfondimento
- (EN) Francesca Miller, Latin American Women and the Search for Social Justice, Hanover, University Press of New England, 1991, ISBN 0-87451-558-0.
- (EN) K. Lynn Stoner e Luís Hipólito Serrano Pérez, Cuban and Cuban-American Women: An Annotated Bibliography, Wilmington, Rowman & Littlefield, 2000, ISBN 0-8420-2643-6.
- (ES) Silvia Gil, Ana Cecilia Ruiz Lim e Chiki Salsamendi (a cura di), Destino: Haydeé Santamaría, La Habana, Fondo Editorial Casa de las Américas, 2019, ISBN 959-260-295-6.

## Filmografia
- Fidel - La storia di un mito, di David Attwood, 2002
- Haydée et Célia: quand la Révolution s'est faite femme, di Véronika Petit e Renaud Schaak, 2012